# David Murray Anderson
David Murray Anderson (ur. 11 kwietnia 1874 w Newton-by-Chester, zm. 30 października 1936 w Sydney) – brytyjski żołnierz i działacz polityczny, admirał. W latach 1932–1936 gubernator Nowej Fundlandii, następnie od sierpnia 1936 do śmierci gubernator Nowej Południowej Walii.

## Życiorys

### Kariera wojskowa
Pochodził z wojskowej rodziny, jego ojciec był pułkownikiem British Army. Jako trzynastolatek został kadetem w Royal Naval College w Dartmouth. Po raz pierwszy znalazł się w ogniu walki w czasie operacji przeciwko handlarzom niewolników, prowadzonej na rzece Niger. W wieku 20 lat otrzymał szlify oficerskie. W pierwszych latach XX wieku brał udział w kampanii kolonialnej przeciwko państwu Aszanti, w dzisiejszej Ghanie. W 1908 został dowódcą załogi królewskiego jachtu HMY Victoria and Albert III w stopniu komandora. W latach 1913–1917 dowodził krążownikiem pancernopokładowym HMS „Hyacinth”. W czasie I wojny światowej okręt ten walczył u wybrzeży niemieckich kolonii w Afryce, na wodach dzisiejszej Namibii i Tanzanii. W latach 1918–1919 dowodził pancernikiem HMS Ajax. W latach 1921–1922 był adiutantem wojskowym króla Jerzego V.
W 1922 został awansowany na stopień kontradmirała. W latach 1923–1925 pracował w dowództwie Royal Navy na obszar Chin, krótko będąc p.o. dowódcy tej jednostki. W 1927 został wiceadmirałem i objął dowodzenie całością sił Royal Navy w Afryce. W 1928 był przez trzy miesiące wysokim komisarzem Wielkiej Brytanii w Związku Południowej Afryki. W 1929 został przedstawicielem dowództwa Royal Navy przy Lidze Narodów w Genewie. Został wybrany na to stanowisko, ponieważ jako jeden z niewielu wysokich oficerów brytyjskiej marynarki biegle mówił po francusku. W 1931 został admirałem. Rok później na własną prośbę został przeniesiony w stan spoczynku.

### Kariera polityczna
W październiku 1932 Anderson został mianowany gubernatorem Nowej Fundlandii, wówczas samodzielnego dominium brytyjskiego. Choć pierwotnie jego rola miała być głównie reprezentacyjna, podobnie jak innych gubernatorów dominiów, w 1934 Nowa Fundlandia zgodziła się na zawieszenie własnej autonomii w zamian za pomoc Londynu w spłacie długów narosłych w czasie wielkiego kryzysu. W nowej sytuacji Anderson stał się przewodniczącym tzw. komisji rządowej, która zastąpiła pochodzący z wyborów rząd autonomiczny. Starał się godzić zwaśnione frakcje miejscowych polityków, jednak jego przełożeni w Londynie uznali te wysiłki za niewystarczające, wskutek czego w październiku 1935 ogłoszono, iż zakończy urzędowanie w styczniu kolejnego roku. Jeszcze przed wyjazdem z Nowej Fundlandii, w listopadzie 1935 otrzymał nowy urząd gubernatora Nowej Południowej Walii.
Podczas podróży do Australii Anderson poważnie zapadł na zdrowiu, do tego stopnia, iż musiał zatrzymać się na sześć tygodni w Perth na zachodnim wybrzeżu, gdzie poddano go hospitalizacji. W sierpniu 1936 udało się zaprzysiąc go na gubernatora, jednak był już tak schorowany, że znaczną część jego obowiązków wypełniali jego żona oraz prezes Sądu Najwyższego Nowej Południowej Walii, będący z urzędu zastępcą gubernatora. 29 października 1936 doznał krwotoku śródmózgowego, w wyniku którego zmarł następnego dnia nad ranem. Po uroczystościach żałobnych w anglikańskiej katedrze św. Andrzeja w Sydney, jego ciało zostało przetransportowane do Anglii, gdzie spoczął w miejscowości Fittleworth w hrabstwie Sussex.

### Odznaczenia
Był odznaczony następującymi brytyjskimi orderami:
- 1910: Królewski Order Wiktoriański klasy Kawaler (MVO)
- 1918: Order św. Michała i św. Jerzego klasy Komandor (CMG)
- 1923: Order Łaźni klasy Kawaler (CB)
- 1930: Order Łaźni klasy Rycerz Komandor (KCB) – od tego momentu mógł posługiwać się tytułem Sir
- 1936: Order św. Michała i św. Jerzego klasy Rycerz Komandor (KCMG)

Ponadto otrzymał szereg odznaczeń wojskowych oraz zagranicznych, m.in. Order Wschodzącego Słońca III klasy za swoje zasługi w okresie służby na Dalekim Wschodzie.